# Mauro Mendes

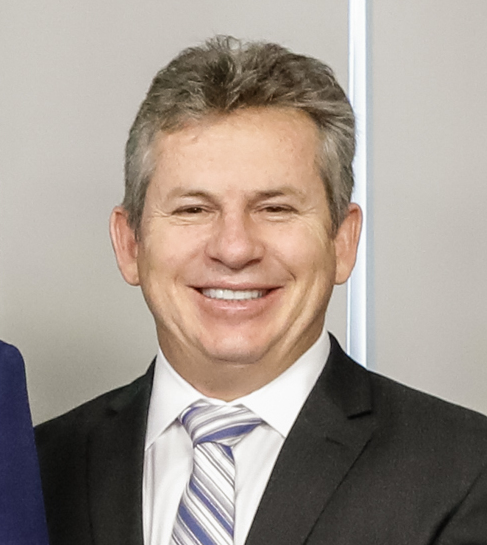
Mauro Mendes

Mauro Mendes Ferreira (Anápolis, 12 april 1964) is een Braziliaanse politicus voor de volgende partijen: PR (2006-2009), PSB (2009-2018), DEM (2018-2022), UNIÃO (2022-heden). Hij is een voormalige burgemeester van Cuiabá en is sinds 1 januari 2019 de 56e gouverneur van Mato Grosso, en werd bij de verkiezingen van 2018 gekozen. Hij is lid van de Brazilaanse partij Democraten.